# Sidi Bouna Amar
Sidi Bouna Amar (en árabe: سيدي بونا عمار‎; Tevragh-Zeina, Mauritania, 31 de diciembre de 1998) es un futbolista de Mauritania que juega en la posición de mediapunta con el Wydad Casablanca de la Botola.

## Carrera

### Club
| Periodo   | Club             |
| --------- | ---------------- |
| 2019–2020 | CD Numancia B    |
| 2020–2021 | ASAC Concorde    |
| 2021–2022 | Chemal FC        |
| 2022–2024 | FC Nouadhibou    |
| 2024–     | Wydad Casablanca |

### Selección nacional
A nivel de selecciones menores representó a Mauritania en la categoría sub-20. Su debut internacional se dio el 29 de agosto de 2022 ante Guinea-Bisáu por la clasificación para el Campeonato Africano de Naciones de 2022.
Bouna Amar fue convocado por el entrenador Amir Abdou para jugar en la CAN 2023. Su primer partido fue entrando de cambio ante Burkina Faso, y luego fue titular ante Angola donde anotó un gol. Ayudó a los Mourabitounes a la clasificación a la segunda ronda por primera vez en la CAN. 

## Logros
- Liga mauritana de fútbol (1): 2022/23